# Woodbridge (Australie-Occidentale)
Pour les articles homonymes, voir Woodbridge.

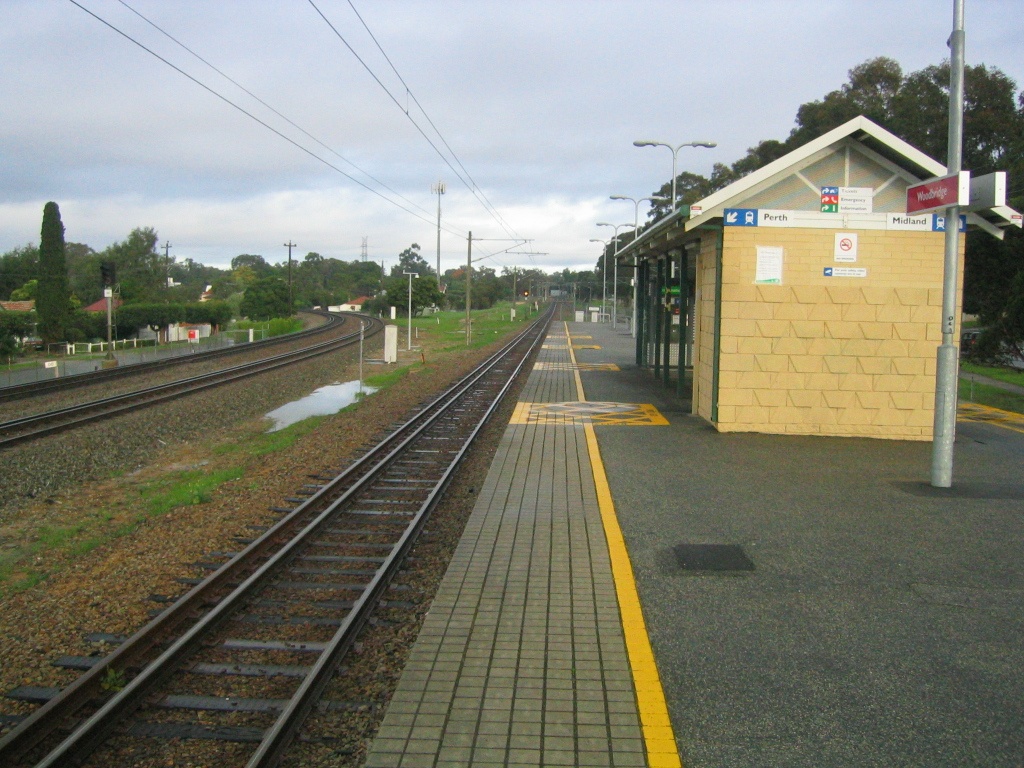
La gare de Woodbridge

Woodbridge est une ville d'Australie-Occidentale, située dans la zone de la Cité de Swan, dans la banlieue de Perth.
La population était de 1 070 habitants lors du recensement de 2006.

## Personnalité
- Charles Harper (1842-1912), explorateur, exploitant et homme politique, fondateur de la Woodbridge House, y est mort.